# Andrzej Kempa (lekkoatleta)
Andrzej Kempa (ur. w 1934, zm. 5 stycznia 2021 w Lubsku) – polski lekkoatleta, długodystansowiec oraz trener lekkoatletyczny.
Dzieciństwo spędził w Lublinie. Po II wojnie światowej przybył do Żar i tam przebył większość swego życia.
Trzykrotnie stawał na podium mistrzostw Polski. W 1967 był wicemistrzem w biegu maratońskim, w 1960 brązowym medalistą w biegu na 10 000 metrów, a w 1961 brązowym medalistą w biegu przełajowym na długim dystansie (8 kilometrów). Był zawodnikiem klubów Piast Czerwieńsk, Lechia Zielona Góra i Lumel Zielona Góra. 
Po zakończeniu kariery zawodniczej w 1974 był trenerem lekkoatletycznym w Żarach.